# Chrysothricaceae
Chrysothricaceae é uma família de fungos liquenizados pertencente à ordem Arthoniales. As espécies que integram esta família apresentam uma distribuição natural alargada, embora apresentando a máxima diversidade nas regiões tropicais.

## Descrição
Existe alguma confusão na grafia do nome da família: o Index Fungorum designa a família por Chrysothricaceae, enquanto o Outline of Ascomycota - 2007 grafa o nome como Chrysotrichaceae. Ambas as grafias ocorrem na literatura, mas a família foi originalmente descrita por Alexander Zahlbruckner, em 1907, sob a designação de Chrysothricaceae, o que faz desta variante a grafia correcta.